# Sin Pepitas en la Lengua
Sin Pepitas en la Lengua es una película de comedia panameña que se estrenó el 9 de agosto de 2018. Fue dirigida por los hermanos Carlos García de Paredes y Juan Carlos García de Paredes y protagonizada por la actriz argentina Ash Olivera. La película es un remake de la película chilena Sin FIltro que se estrenó en 2016.

## Sinopsis
Isa, que está agravada por su vida, decide visitar a un médico no tradicional. Mediante el uso de la hipnoterapia, Isa descubre que su dolor es causado por sentimientos reprimidos y que la forma de curarse es decir todo lo que piensa.

## Elenco
| - Ash Olivera como Isa Montero. - Agustín Gonçalves como Antonio. - Juan Carlos García de Paredes como Gabriel. - Ingrid Villareal como Inés. - Simón Tejeira Healy como Nicolás. - Diego de Obaldía como Pablo. - Sara Faretra como Maricarmen. - Camila Aybar como Andrea Alvarado. - Miroslava Morales como Marta. | - Victor Villareal como Carlos. - Samuel Ibarra como Bicho. - Randy Domínguez como Ken Lee. - Jonathan Harker como HRKR. - Diego Barbish como Javi. - Cruz De Jesús Cano como Biencuidao. - Dayana Salazar como Cony. |

## Producción
El rodaje se realizó en la Ciudad de Panamá a durante los meses de octubre y noviembre del 2017. Fue grabada entre Casco Viejo, Costa del Este y el Barrio Chino de la Central, en total, la posproducción duro 5 semanas, y el rodaje 4 semanas.

## Lanzamiento y festivales
La película se estrenó de manera comercial el 9 de agosto de 2019, además participó en el Latino Film Market 2019 en la ciudad de Nueva York. La película además ha sido preseleccionada para representar a Panamá en los Premios Platino 2019.